# Декабрь (группа)
«Декабрь» — российская рок-группа. Стиль «Декабря» сочетает в себе элементы хард-рока, альтернативного рока и панк-рока.

## История
Группа образовалась в 1999 году в Санкт-Петербурге на основе распавшегося коллектива «Trauben Kalziumъ». Первый концерт состоялся 21 февраля 1999 года — этот день лидер группы Михаил Семёнов считает датой основания группы.
Группа стала лауреатом Санкт-Петербургского рок-фестиваля в 2000 году, а также получила приз зрительских симпатий на фестивале «Марафон. Жажда успеха» при поддержке «Нашего радио» в 2002 году. С 2000 года группа активно сотрудничала с Олегом Куваевым, озвучивая новые и переозвучивая старые мультфильмы проекта «Масяня». В декабре 2003 года «Декабрь» сотрудничал с группой «Пилот», участвуя в записи альбома «Рыба, Крот и Свинья».
В июле 2004 года группа стала лауреатом 4-го Питерского рок-фестиваля «Окна открой». С августа 2004 года группа — активный участник проекта «Формула русского рока». В ноябре 2004 года песня группы «Алиса» «Аэробика» в исполнении группы «Декабрь» попала в хит-парад «Нашего радио» и держалась в нём 12 недель. В это время группа участвовала в фестивалях «Окна открой» (Санкт-Петербург), «Воздух» (Петрозаводск), «Нашествие» (Москва), «Байк Уикенд» (Москва), «Пушкинская 10» (Санкт-Петербург).
27 января 2006 года песня «Раны земли» вошла в ротацию «Нашего радио», продержавшись в хит-параде 9 недель и дойдя до 3-го места. В феврале 2006 года вышел альбом «Тишины больше не будет», в записи которого, кроме музыкантов группы, участвовали Юрий Шевчук («ДДТ»), Илья Чёрт («Пилот») и Алексей Горшенёв («Кукрыниксы»).
Летом 2006 года группа выступала на фестивалях «А и Б фестиваль» (Москва), «Anti Pops» (Каунас, Литва), «Наши в городе» (Санкт-Петербург), «Окна открой» (Санкт-Петербург), «Нашествие» (Рязань), «Воздух» (Петрозаводск). В 2007 году вышел альбом «Сквозь дым», песня с которого «Ушла во мрак» долгое время держалась в хит-параде «Нашего радио». Группа успешно гастролировала.
В 2009 году вышел альбом «Любовь. Война. Вера». Песня «Мы» стала неофициальным гимном 14-го международного Байк-шоу в городе Севастополе, проведенном российским мотоклубом «Ночные Волки». А песни «Без Тебя» и «Наш рок-н-ролл» попали в ротацию «Нашего радио». В 2010 году специально для проекта «Нашего радио» — «СОЛЬ» группа записала песню «Дубинушка».
В 2011 году состав группы изменился — ушёл басист Алексей Афанасьев, а на его место пришёл Александр Каменский, до этого игравший в петербургской рок-группе «Харакири». Группа издала сборник своих лучших песен «Золото Декабря» и в мае отправилась в тур по Украине в поддержку альбома. А через несколько месяцев группа вынуждена была расстаться с барабанщиком группы Олегом Бондаренко. На его место пришёл Степан Красавин.
16 февраля 2012 года вышел шестой студийный альбом под названием «Вопреки». 11 марта 2012 года от остановки сердца умер экс-барабанщик группы «Декабрь» Олег Бондаренко.
27 декабря 2012 года группа презентовала песню «Все нормально, ребят», а 28 сентября 2013 года — песню «Огонь и лёд», записанную в дуэте с Александрой Лившиц — певицей из Санкт-Петербурга. В 2014 году группа представила песню «Парни не плачут», посвященную Михаилу Горшенёву.
В 2022 году группа провела первый рок-концерт для защитников Донбасса в городе Мариуполь.

## Дискография

### Студийные альбомы
- 2002 — «Декабрь 1999—2000»
- 2003 — «Зимняя сказка»
- 2006 — «Тишины больше не будет»
- 2007 — «Сквозь дым»
- 2009 — «Любовь. Война. Вера»[9]
- 2012 — «Вопреки»[10][11]
- 2015 — «Жара Декабря»

### Прочие релизы
- 2002 — "Декабрь в «Молоке» (концерт)
- 2006 — "День рождения группы. Концерт в клубе «Арктика» (DVD)
- 2011 — «Золото Декабря» (сборник)
- 2014 — «Акустика в Санкт-Петербурге» (концерт)
- 2017 — «Мы не оставим города свои» (сборник)
- 2023 — ЕР «Школа»

### Синглы
- 2018 — «Она одна»
- 2019 — «Русская мечта»
- 2019 — «Новогодний герой»
- 2020 — «Новогодний герой» (Remixes)
- 2020 — «Дорога Победы»
- 2020 — «От винта»

### Видеоклипы
- 2004 — «Дышим»
- 2007 — «Сквозь дым»
- 2007 — «Боль» (победитель конкурса «Видео для декабря»)
- 2008 — «Стекла грязных улиц»
- 2009 — «Мама-Мария» (live)
- 2010 — «Свой плен»
- 2012 — «Ты безоружен»
- 2013 — «Всё нормально, ребят»
- 2016 — «Одесса-Мама»

## Состав

### Текущий состав
- Михаил Семёнов — вокал, гитара, акустическая гитара, тексты.
- Игорь Юганов — гитара.
- Андрей Иванов — бас-гитара.
- Иван Трушин — соло-гитара.
- Степан Красавин — ударные.
- Григорий Жинков - ударные.

### Бывшие участники
- Павел Сторожик — ударные.
- Федор Ченцов — соло-гитара.
- Леонид Сибирцев — звукорежиссёр.
- Александр Каменский — бас, бэк-вокал.
- Алексей Афанасьев — бас, бэк-вокал.
- Олег Бондаренко † — ударные.
- Денис Овраменко — бас гитара.

Рецензии
Рецензия на концерт в журнале FUZZ № 11, 2006 год 